# Anopheles
Anopheles (Meigen, 1818), è un genere di insetti appartenente alla famiglia delle Culicidae sottofamiglia Anophelinae.
Questo particolare genere è tristemente famoso poiché vettore principale di trasmissione di numerose patologie parassitiche che colpiscono l'uomo, tra cui il plasmodio della malaria, i vermi parassiti del genere Dirofilaria e il virus della febbre O'nyong'nyong.

## Sviluppo
Come tutte le specie della famiglia culicidae la vita può essere suddivisa in quattro fasi principali: uovo, larva, pupa, adulto.
Le prime tre fasi si svolgono in ambiente acquatico, mentre l'ultima avviene in ambiente sub aereo.
- Le uova si schiudono dopo circa 2-3 giorni dalla deposizione.
- Le larve che ne escono sono lunghe non più di qualche millimetro e si nutrono di microorganismi e particelle organiche che fluttuano nell'acqua. Le larve crescono preferibilmente in acque pulite e non inquinate e non mostrano particolari problemi ad adattarsi ai vari gradi di salinità delle acque. Alcune specie tropicali si sono addirittura adattate a crescere nelle pozze all'interno di tronchi cavi d'alberi, oppure sulle foglie perennemente umide delle piante tropicali. Le larve emergono spesso verso la superficie per respirare tramite delle trachee poste lungo il corpo.
- La pupa è lo stadio seguente. In essa il capo e il torace si sono fusi a formare un cefalo-torace e tutto il corpo si presenta estremamente curvato. La pupa preferisce stare sempre in prossimità del pelo dell'acqua e respira tramite due sifoni posti nel cefalo-torace. Dopo un periodo che varia molto a seconda della temperatura, ma non supera mai i 5 giorni, la pupa emerge sulla superficie dell'acqua e si trasforma nell'adulto.
- L'adulto dell'anopheles è molto simile a quello degli altri tipi di zanzare. La struttura corporea si differenzia in tre regioni: capo, torace, addome. Le femmine adulte possono vivere fino a un mese (e anche oltre in cattività), ma molto probabilmente non vivono più di due settimane in natura.

## Morfologia
- Il capo è provvisto di un apparato succhiatore e in particolare pungente nelle femmine. L'apparato pungente altro non è che un adattamento delle mandibole preesistenti nella larva, in particolare di quelle inferiori. Gli occhi sono composti.
- Il torace è preposto alla locomozione dell'insetto. In esso si innestano tre paia di zampe e un paio d'ali che garantiscono un volo costante ma inefficiente.
- L'addome è preposto invece all'espletamento delle funzioni vitali e l'ovodeposizione. In particolare quello delle femmine può aumentare fino a tre volte il proprio volume quando pieno di sangue. La femmina deve succhiare ripetutamente il sangue di vertebrati per avere le proteine necessarie alla maturazione delle uova. Una volta che il processo è concluso, l'addome è completamente ripieno di uova.

## Alimentazione e abitudini
Benché sia i maschi sia le femmine delle Anopheles si nutrano del nettare dei fiori, solo le ultime devono pungere per ricavare le proteine necessarie alle uova.
Le femmine sono particolarmente sensibili all'anidride carbonica e al sebo prodotto dalla ghiandole epiteliali dei mammiferi, ma in loro assenza non esitano a pungere altri vertebrati. Una volta posatasi sulla vittima, l'Anopheles perfora con l'apparato boccale la pelle per raggiungere un piccolo capillare e immette la saliva che possiede un potere anticoagulante. Una volta succhiato il sangue la femmina vola via per pungere di nuovo una volta che ha assimilato tutte le proteine. Normalmente una femmina deve succhiare il sangue più volte per produrre il maggior numero di uova possibili.
Le Anopheles preferiscono pungere al crepuscolo o tuttalpiù di notte. Alcune specie preferiscono rifugiarsi e pungere dentro le case, altre invece in luoghi aperti e ventilati.

## Trasmissione di patologie
Come accennato prima, il genere Anopheles è il vettore preferito da molti parassiti e batteri per la loro diffusione.
- Il plasmodio della malaria espleta metà del suo ciclo vitale proprio nelle anopheles, nelle quali si incista nelle ghiandole salivari della zanzara. Nelle altre specie di zanzara il plasmodio verrebbe ingerito e digerito dalla zanzara stessa.
- Il verme Dirofilaria immitis si incista anch'esso nelle ghiandole salivari, e poi si sviluppa nel cuore del vertebrato punto.

## Lotta e adattamento
La lotta all'Anopheles, e di conseguenza alla malaria, è stata condotta principalmente tramite l'uso di insetticidi, in primis il DDT, che hanno permesso l'eliminazione completa della malaria dai paesi del primo mondo. Il rovescio della medaglia è che, con l'uso massiccio del DDT, le zanzare hanno sviluppato una resistenza a quest'ultimo, creando la necessità di trovare nuovi insetticidi sempre più efficaci e promuovendo anche la lotta biologica all'insetto, come l'introduzione della gambusia, un piccolo pesce che si nutre delle larve. L'uso indiscriminato di insetticidi inoltre ha avuto la grave conseguenza di inquinare le falde acquifere e mettere a rischio la sopravvivenza di alcuni generi di uccelli, ai quali gli insetticidi provocavano sterilità e assottigliamento dei gusci delle uova, con relativa fragilità.

## Tassonomia
Il genere comprende le seguenti specie:
- Anopheles acanthotorynus Komp, 1937
- Anopheles albimanus Wiedemann, 1820
- Anopheles albitarsis Lynch Arribalzaga
- Anopheles amictus Edwards
- Anopheles annulipalpis Lynch Arribalzaga, 1878
- Anopheles anomalophyllus Komp, 1936
- Anopheles antunesi Galvao & Amaral, 1940
- Anopheles apicimacula Dyar & Knab, 1906
- Anopheles aquasalis Curry, 1932
- Anopheles argyritarsis Robineau-Desvoidy, 1827
- Anopheles atropos Dyar & Knab, 1906
- Anopheles aztecus Hoffmann, 1935
- Anopheles bambusicolus Komp, 1937
- Anopheles barberi Coquillett, 1903
- Anopheles bellator Dyar & Knab, 1906
- Anopheles benarrochi Gabaldon, Cova-Gar. & Lopez, 1941
- Anopheles boliviensis Theobald, 1905
- Anopheles bonnei Fonseca & Ramos, 1939
- Anopheles bradleyi King, 1939
- Anopheles braziliensis Chagas, 1907
- Anopheles bustamentei Galvao, 1955
- Anopheles canorii Flock & Abonnene, 1945
- Anopheles crucians Wiedemann, 1828
- Anopheles cruzii Dyar & Knab, 1908
- Anopheles darlingi Root, 1926
- Anopheles earlei Vargas, 1943
- Anopheles eiseni Coquillett, 1902
- Anopheles evandroi Lima, 1937
- Anopheles evansae Brethes, 1926
- Anopheles farauti Laversan
- Anopheles fausti Vargas, 1943
- Anopheles fluminensis Root, 1927
- Anopheles franciscanus McCracken, 1904
- Anopheles freeborni Aitken
- Anopheles gabaldoni Vargas, 1941
- Anopheles galvaoi Causay, Deane & Deane, 1943
- Anopheles gambiae
- Anopheles georgianus King, 1939
- Anopheles gilesi Peryassu, 1908
- Anopheles gomezdelatorrei Levi-Castillo, 1955
- Anopheles grabhami Theobald
- Anopheles guarao Anduze & Capdevielle, 1949
- Anopheles hectoris Giaquinto-Mira, 1931
- Anopheles homunculus Komp, 1937
- Anopheles ininii Senevet & Abonnenc, 1938
- Anopheles intermedius Peryassu, 1908
- Anopheles judithae Zavortink, 1969
- Anopheles kompi Edwards, 1030
- Anopheles lanei Galvao & Amaral, 1938
- Anopheles lutzii Cruz, 1901
- Anopheles maculipes Theobald, 1903
- Anopheles mattogrossensis Lutz & Neiva, 1911
- Anopheles mediopunctatus Theobald, 1903
- Anopheles melas Theobald
- Anopheles merus Donitz
- Anopheles messeae Falleroni
- Anopheles minor Lima, 1929
- Anopheles neivai Dyar & Knab, 1913
- Anopheles neomaculipalpus Curry, 1932
- Anopheles nigritarsis Chagas, 1907
- Anopheles nimbus Theobald, 1902
- Anopheles noroestensis Galvao & Lane, 1937
- Anopheles nuneztovari Galaldon, 1940
- Anopheles occidentalis Dyar & Knab, 1906
- Anopheles oiketorakras Osorno-Mesa, 1947
- Anopheles oswaldoi Peryassu, 1922
- Anopheles parapunctipennis Martini, 1932
- Anopheles parvus Chagas, 1907
- Anopheles perplexens Ludlow, 1907
- Anopheles peryassui Dyar & Knab, 1908
- Anopheles pictipennis Philippi, 1865
- Anopheles pseudomaculipes Peryassu, 1908
- Anopheles pseudopunctipennis Theobald, 1901
- Anopheles pseudotibiamaculatus Galvao & Barretto, 1941
- Anopheles punctimacula Dyar & Knab, 1906
- Anopheles punctipennis Say, 1823
- Anopheles punctulatus
- Anopheles quadrimaculatus Say, 1824
- Anopheles rachoui Galvao, 1952
- Anopheles rangeli Gabaldon, Covo-Gar. & Lopez, 1940
- Anopheles rondoni Neiva & Pinto, 1922
- Anopheles sanctielii Senevet & Abonnenc, 1938
- Anopheles shannoni Davis, 1931
- Anopheles squamifemur Antunes, 1937
- Anopheles stephensi Liston, 1901
- Anopheles thomasi Shannon, 1933
- Anopheles tibiamaculatus Neiva, 1906
- Anopheles triannulatus Neiva & Pinto, 1922
- Anopheles vargasi Gabaldon, Covo-Gar. & Lopez, 1941
- Anopheles vestitipennis Dyar & Knab, 1906
- Anopheles walkeri Theobald, 1901
- Anopheles xelajuensis Leon, 1938